# Enmienda Labouchere
La Sección 11 de la Ley de Enmienda de la Ley Penal de 1885, comúnmente conocida como la Enmienda Labouchere, convirtió la "indecencia grave" en un delito en el Reino Unido. En la práctica, la ley se usó ampliamente para enjuiciar a los hombres homosexuales cuando no se pudo probar la sodomía real (es decir, en este contexto, las relaciones sexuales anales). La pena de cadena perpetua por sodomía (hasta 1861 había sido la muerte) también era tan dura que los procesamientos exitosos eran raros. La nueva ley era mucho más aplicable. También estaba destinado a elevar la edad de consentimiento para las relaciones heterosexuales. El artículo 11 fue derogado y vuelto a promulgar por el artículo 13 de la Ley de delitos sexuales de 1956, que a su vez fue derogado por la Ley de delitos sexuales de 1967, que despenalizaba parcialmente el comportamiento homosexual masculino.
Lo más famoso es que Oscar Wilde fue condenado bajo la sección 11 y sentenciado a dos años de trabajos forzados, y Alan Turing fue condenado en virtud de la misma y sentenciado a inyecciones de estrógeno (castración química) como alternativa a la prisión.

## Antecedentes
La Ley de sodomía de 1533, durante la época de Enrique VIII, codificó la sodomía en la ley secular como "el vicio detestable y abominable de la sodomía". La Ley de delitos contra la persona de 1861 redujo específicamente la pena capital por sodomía a cadena perpetua, que continuó hasta 1967. Sin embargo, la felación, la masturbación y otros actos de no penetración siguieron siendo legales. La actividad homosexual privada, aunque estigmatizada y demonizada, era algo más segura durante este tiempo; la fiscalía tenía que probar que la penetración realmente había ocurrido.
En abril de 1870, los travestis Boulton y Park fueron arrestados por llevar ropa de mujer fuera del Teatro Strand. Fueron acusados de conspiración para cometer sodomía con Lord Arthur Pelham-Clinton, quien murió (probablemente por suicidio) ese mismo año y que era el tercer hijo de Henry Pelham-Clinton, quinto duque de Newcastle. Sin embargo, dado que no hubo testigos reales de tal acto ni evidencia de semen en sus regiones posteriores, se retiraron los cargos.
Henry Labouchere, parlamentario liberal de Northampton, había sido diplomático; ahora era el editor fundador de la revista Truth, que tenía su punto de venta al exponer la corrupción y la degeneración. En 1882, Labouchere conoció a Wilde en Estados Unidos; Wilde lo elogió como el "mejor escritor de Europa", aunque Labouchere criticó a Wilde como un "creador de frases afeminado". Sir Howard Vincent, Director de Investigaciones Criminales en Scotland Yard de 1878 a 1884, llamó a los actos homosexuales un "flagelo" moderno. El Yokel's Preceptor, una revista contemporánea, dijo esto:
El aumento de estos monstruos en forma de hombres, comúnmente denominados margeries, maricónes etc., en los últimos años, en la gran Metrópolis, hace necesario para la seguridad del público que se den a conocer... ¿Creerá el lector, pero tal es sin embargo el hecho, que estos monstruos realmente caminan por la calle al igual que las putas, en busca de una oportunidad? Sí, el Quadrant, Fleet Street, Holborn, el Strand, etc., ¡están realmente atestados de ellos! No hace mucho, en el barrio de Charing Cross, colocaron carteles en las ventanas de varios bares advirtiendo al público: "¡Cuidado con los maricones!"
La histeria sobre los homosexuales estaba en su punto álgido durante la época, aunque la moral contemporánea ya empezaba a cuestionar la ética de la actividad homosexual. Karl Heinrich Ulrichs, un abogado alemán, en la década de 1860 produjo literatura a favor del amor entre hombres. Lo llamaba amor uraniano e incluso lo consideraba una forma de amor superior al amor heterosexual común. Del mismo modo, John Addington Symonds, poeta inglés, publicó en 1883 Un problema de ética griega. Se subtitulaba "Una investigación sobre el fenómeno de la inversión sexual dirigida especialmente a médicos psicólogos y juristas". Defendía la pederastia griega y afirmaba que la era moderna podía replantearse sus valores.

## Proyecto de ley de reforma del derecho penal
En 1881, 1884 y 1885, John Ramsay, decimotercer conde de Dalhousie, presentó proyectos de ley de enmienda del derecho penal "para la protección de mujeres y niñas [y] la supresión de burdeles" (como decía su largo título). Los proyectos de ley fueron aprobados en la Cámara de los Lores, pero los dos primeros fueron rechazados en la Cámara de los Comunes por el ministerio de Gladstone. Se sostuvo que el aumento propuesto en la edad de consentimiento dejaría a los hombres expuestos al chantaje. El proyecto de ley de 1885 fue aprobado por los Lores el 1 de mayo de 1885, y su progreso futuro era incierto. En julio, el editor de Pall Mall Gazette, William Thomas Stead, fue encarcelado por escribir y publicar The Maiden Tribute of Modern Babylon, una serie de artículos que causaron pánico moral al mostrar la facilidad con la que se podía "comprar" a las niñas en la calle. El ministerio interino de Salisbury aceptó el proyecto de ley de Dalhousie, que completó su segunda lectura en la Cámara de los Comunes el 9 de julio de 1885. El gobierno hizo enmiendas al proyecto de ley en la etapa de comité. Stead le escribió a Labouchere y le contó sobre el aumento de la homosexualidad en Londres y otras grandes ciudades.
Labouchere propuso su enmienda en el último minuto, en la etapa de informe ("consideración"). Frank Harris, un contemporáneo, escribió que Labouchere lo propuso como una enmienda demoledora para hacer que la ley pareciera "ridícula" y así desacreditarla en su totalidad; algunos historiadores están de acuerdo, citando el obstruccionismo habitual de Labouchere y otros intentos de hundir este proyecto de ley por los mismos medios, mientras que otros escriben que su papel al pedir más investigación sobre el escándalo [del burdel masculino] de Cleveland Street pone en contexto un intento sincero de cambiar la ley de forma permanente, estipulando controles más robustos contra la homosexualidad masculina. La enmienda se apresuró y se aprobó en la madrugada del 7 de agosto de 1885, convirtiéndose en la sección 11 de la Ley. Cuando Charles Warton cuestionó si la enmienda de Labouchere tenía algo que ver con la intención original del proyecto de ley (como se expresa en su título largo), el Portavoz, Arthur Peel, respondió que según las reglas de procedimiento, cualquier enmienda estaba permitida con permiso de la Cámara. (En 1888 se cambiaron los reglamentos para restringir el tipo de enmienda que se podía hacer en la etapa de informe de un proyecto de ley.)
Labouchere, inspirado a la acción por la cuestión moderna sobre las normas sexuales, impulsó el debate de cuatro minutos a favor de una acción enérgica contra los "desviados". Originalmente quería una sentencia mínima de siete años de trabajos forzados, pero el ministro del Interior y el Fiscal General lo persuadieron de reducir la sentencia a cualquier término que no exceda un año con o sin trabajos forzados. El ex Fiscal General, Sir Henry James, aunque apoyó la enmienda, se opuso a la indulgencia de la sentencia y quiso aumentar la sentencia a cualquier término que no exceda los dos años con o sin trabajos forzados. Labouchere estuvo de acuerdo y se aprobó la enmienda.

### Ley
Cualquier varón que, en público o en privado, cometa, o sea parte en la comisión, procure o intente procurar la comisión por parte de cualquier varón de cualquier acto de indecencia grave con otro varón, será culpable de un delito menor, y siendo condenado por ello, podrá ser condenado a discreción del Tribunal a ser encarcelado por un término que no exceda los dos años, con o sin trabajos forzados.

## Procesamientos destacados
Como resultado de la vaguedad del término "indecencia grave", esta ley permitía a los jurados, jueces y abogados enjuiciar prácticamente cualquier conducta homosexual masculina en la que no se pudiera probar que el acusado había tenido relaciones sexuales anales homosexuales específicamente, también conocidas como sodomía o "buggery". La sentencia fue relativamente leve en comparación con la pena por ese acto, que siguió siendo un delito separado. Los abogados llamaron a la sección 11 el "estatuto del chantajista".
La ley condujo a muchas condenas contra hombres homosexuales y presuntos homosexuales. Un número se suicidó.

### Oscar Wilde
Oscar Wilde (en contra del consejo de amigos como Frank Harris y George Bernard Shaw) había procesado sin éxito en forma privada por difamación al marqués de Queensberry por escribir en una tarjeta de visita dejada en el club de Wilde que él, Wilde, se estaba "haciendo pasar por un somdomita" (sodomita). La acción fue instada por el hijo de Queensberry Lord Alfred Douglas, quien de mala gana huyó a Francia en ese momento para evitar un posible arresto. La Sección 11 se invocó rápidamente para enjuiciar y condenar a Wilde en 1895. Recibió la sentencia más severa posible en virtud de la ley, que el juez describió como "totalmente inadecuada para un caso como este". Wilde fue declarado culpable de indecencia grave con "al menos" 12 jóvenes entre 1892 y 1894 y fue condenado a dos años de trabajos forzados. Después de la prisión, Wilde condenaría la Ley de Enmienda de la Ley Penal, prediciendo que la batalla en su contra sería un "camino... largo y rojo con monstruosos martirios". Afirmó que el llamado amor "uraniano" era "noble, más noble que otras formas".

### Alan Turing
Matemático, lógico, criptoanalista y uno de los primeros informáticos, Alan Turing fue investigado por supuestas violaciones de la disposición cuando la policía descubrió a un amante masculino en su casa después de que Turing denunciara un hurto menor. En lugar de ir a la cárcel, optó por una "terapia" hormonal de inyección de estrógeno (castración química) durante un año, feminizando ligeramente el cuerpo y perdiendo los impulsos sexuales. Los psicólogos atribuyen esto como causa de su suicidio. Fue indultado póstumamente por la reina Isabel II en 2013 a pedido del ministro de justicia Chris Grayling, luego de una campaña de petición.

## Derogación
En Inglaterra y Gales, la sección fue derogada y promulgada nuevamente como la sección 13 de la Ley de delitos sexuales de 1956, luego enmendada por la Ley de delitos sexuales de 1967, que despenalizó los actos homosexuales consensuales en privado por parte de hombres mayores de 21 años. Después de otras enmiendas, la sección fue derogada por la Ley de delitos sexuales de 2003.
En la ley escocesa, la sección fue derogada y promulgada nuevamente como la sección 7 de la Ley de Delitos Sexuales (Escocia) de 1976, luego enmendada por la sección 80 de la Ley de Justicia Penal (Escocia) de 1980, que despenalizó los actos homosexuales consentidos en privado por parte de hombres 21 Después de otras enmiendas, la sección fue derogada por la Ley de Crimen y Castigo (Escocia) de 1997.
En la ley de Irlanda del Norte, la sección fue enmendada por la Orden de Delitos Homosexuales (Irlanda del Norte) de 1982, que despenalizó los actos homosexuales consentidos en privado por parte de hombres mayores de 21 años. Después de otras enmiendas, fue derogado por la Ley de delitos sexuales de 2003.
En la ley de la República de Irlanda, la sección fue derogada por la Ley de derecho penal (delitos sexuales) de 1993, que despenalizó los actos homosexuales consensuados por parte de hombres mayores de 17 años y, en cuanto a los más jóvenes, se reemplazó por la sección 4 de la nueva ley. El artículo 4 fue derogado por la Ley de derecho penal (delitos sexuales) de 2006. En 2019, el Tribunal Supremo de Irlanda determinó que los procesamientos en virtud de la Ley de 1885 podían proceder cuando se produjera un incidente antes de la entrada en vigor de la Ley de 1993.

## Otras lecturas
- Adut, Ari. "A theory of scandal: Victorians, homosexuality, and the fall of Oscar Wilde." American Journal of Sociology 111.1 (2005): 213–248 en línea
- Brady, Sean. Masculinity and Male Homosexuality in Britain, 1861–1913 (2005).
- Cook, Matt. London and the Culture of Homosexuality, 1885–1914 (2009).
- Foldy, Michael S. The Trials of Oscar Wilde: Deviance, Morality and Late Victorian Society (Yale  UP, 1997).
- Neumann, Caryn E. «The Labouchere Amendment». Archivado desde el original el 13 de abril de 2012. Consultado el 25 de febrero de 2012.
- Smith, F. Barry.  "Labouchere's amendment to the Criminal Law Amendment bill." Australian Historical Studies 17.67 (1976): 165–173.

- Datos: Q6467353